# Carl Friedrich Schmidt
Carl Friedrich Schmidt (Stettin, 1811 – Berlin, 1890) német botanikus. Tudományos munkákban nevének rövidítése C.F. Schmidt volt. A 19. században több német nyelvű természettudományos mű illusztrátora volt.
1. 1 2  Národní autority České republiky. (Hozzáférés: 2023. június 12.)
2. ↑  a Német Nemzeti Könyvtár katalógusa (német nyelven). (Hozzáférés: 2020. május 29.)